# Coniopteryx (Coniopteryx) bispinalis
Coniopteryx (Coniopteryx) bispinalis is een insect uit de familie van de dwerggaasvliegen (Coniopterygidae), die tot de orde netvleugeligen (Neuroptera) behoort. 
Coniopteryx (Coniopteryx) bispinalis is voor het eerst wetenschappelijk beschreven door Z.-q. Liu & C.-k. Yang in 1993.